# Аеродром Сарајево
Међународни аеродром Сарајево (IATA: SJJ, ICAO: LQSA), познат и као Бутмир, је међународни аеродром у Босни и Херцеговини, смештен 8 километара југозападно ог средишта главног града Сарајева. Аеродром се налази у градском насељу Бутмир, које припада градској општини Илиџа.
Аеродром Сарајево је најпрометнији у држави - 2018. године кроз њега је прошло преко милион путника, што је први пут у његовој историји.
На сарајевском аеродрому се налази седиште авио-компаније „ФлајБоснија”.

## Историја

### Прве године
Први редовни летови за Сарајево користећи аеродром у предграђу Бутмира почели су 1930. када је Аеропут отворила редовну линију која је повезивала Београд са Подгорицом преко Сарајева. Годину дана касније, Аеропут је отворио нову линију која је повезивала Београд и Загреб преко Сарајева, Сплита и Ријеке. 1935. Аеропут је три пута недељно саобраћао на директној линији Београд – Сарајево, која је годину дана касније продужена до Дубровника. 1937. Аеропут је укључио редовне летове који су повезивали Сарајево са Загребом, а 1938. је била година када су уведени први међународни летови када је Аеропут проширио линију Дубровник – Сарајево – Загреб до Беча, Брна и Прага.
Аеродром у Бутмиру је остао у употреби све до 1969. Потреба за новим аеродромом у Сарајеву, са асфалтно-бетонском пистом, препозната је средином 60-их када је ЈАТ почео да набавља млазне авионе. Изградња аеродрома је почела 1966. на његовој садашњој локацији, недалеко од старог.
Сарајевски аеродром је отворен 2. јуна 1969. за домаћи саобраћај. 1970. Франкфурт је постао прва међународна дестинација којој је аеродром пружао услуге. Већину времена аеродром је био „улазни“ аеродром са ког су путници укрцавани на летове за Загреб и Београд на путу ка међународним дестинацијама. Временом је обим саобраћаја постепено растао са 70.000 на 600.000 путника годишње. Прво реновирање догодио се за потребе Зимске олимпијске игре 1984., када је писта продужена за 200 метара, навигациони систем је побољшан и изграђена је нова зграда терминала, пројектована за милион путника годишње.

## Авио-компаније и дестинације
Следеће авио-компаније користе Аеродром Сарајево:
| Airlines                      | Destinations |
| ----------------------------- | --- |
| Aegean Airlines               | Seasonal charter: Athens (begins 17 June 2025) |
| Air Cairo                     | Seasonal: Hurghada |
| Air Serbia                    | Belgrade |
| AJet                          | Istanbul–Sabiha Gökçen Seasonal: Antalya |
| Austrian Airlines             | Vienna |
| Croatia Airlines              | Zagreb |
| Eurowings                     | Cologne/Bonn, Stuttgart |
| flyadeal                      | Seasonal:Buraidah, Jeddah, Riyadh |
| Flydubai                      | Dubai |
| Flynas                        | Jeddah Seasonal: Riyadh |
| Gulf Air                      | Seasonal charter: Bahrain |
| Jazeera Airways               | Seasonal: Kuwait City |
| Kuwait Airways                | Seasonal: Kuwait City |
| LOT Polish Airlines           | Warsaw–Chopin |
| Lufthansa                     | Frankfurt |
| Norwegian Air Shuttle         | Seasonal: Copenhagen, Oslo, Stockholm–Arlanda |
| Nouvelair                     | Seasonal charter: Djerba, Monastir |
| Pegasus Airlines              | Antalya, Istanbul–Sabiha Gökçen |
| Qatar Airways                 | Seasonal: Doha |
| Ryanair                       | Beauvais, Bergamo, Charleroi, Girona, Gothenburg, Karlsruhe/Baden-Baden, London–Stansted, Memmingen, Stockholm–Arlanda, Weeze Seasonal: Thessaloniki |
| SalamAir                      | Seasonal: Muscat (resumes 2 July 2025) |
| Scandinavian Airlines         | Copenhagen |
| SunExpress                    | Antalya, Izmir |
| Swiss International Air Lines | Zürich |
| Turkish Airlines              | Istanbul |
| Wizz Air                      | Rome–Fiumicino Seasonal: Abu Dhabi, London–Luton |

## Приступ

### Аутомобилом
Аеродром је повезан са аутопутем Сарајево–Зеница–Мостар (А1) преко оближње петље Ступ и петље Бријешће.

### Аутобусом
Центротранс Еуролајнс, у сарадњи са Међународним аеродромом Сарајево, пружа аутобуску линију Аеродром – Башчаршија – Аеродром. Аутобуска станица се налази одмах испред зоне долазака на главном терминалу. Цена карте у једном правцу је 2,50 евра. Бежични интернет је доступан у аутобусу.

### Тролејбусом
Аеродром је повезан са центром Сарајева тролејбуском линијом 103.